# Shorttrack-Weltmeisterschaften 1999
Die Shorttrack-Weltmeisterschaften 1999 fanden vom 19. bis zum 21. März 1999 im bulgarischen Sofia statt. Weltmeister im Mehrkampf wurden die Chinesen Yang Yang (A) bei den Frauen und Li Jiajun bei den Männern, die jeweils mit ihren Staffeln eine zweite Goldmedaille gewannen.

## Hintergrund und Teilnehmer
Die Weltmeisterschaften standen am Ende der Shorttrack-Saison 1998/99. Im erstmals ausgetragenen Weltcup hatten die Chinesen Yang Yang (A) bei den Frauen und Li Jiajun bei den Männern die Gesamtwertungen im Mehrkampf gewonnen. Yang war zudem amtierende Mehrkampfweltmeisterin. Ihr männliches Pendant war der Kanadier Marc Gagnon, der bei den Weltmeisterschaften 1999 nicht zur Titelverteidigung antrat, weil er eine sportliche Pause einlegte. Auch sein Teamkollege und amtierender kanadischer Meister Jonathan Guilmette reiste – wegen eines im Training gebrochenen Beines – nicht nach Sofia.
Insgesamt nahmen 122 Sportler an den Weltmeisterschaften teil, darunter 54 Frauen und 68 Männer. Deutschland wurde von Yvonne Kunze und Christin Priebst bei den Frauen sowie von Arian Nachbar bei den Männern vertreten wurde. Einzige österreichische Teilnehmer waren Veronika Windisch und Christian Lukas.
Als leitender Schiedsrichter agierte der Kanadier Michel Verrault, der von einem Team aus vier Hilfsschiedsrichtern unterstützt wurde.

## Ablauf
Im Rahmen der Shorttrack-WM 1999 wurden Einzelrennen über 500, 1000, 1500 und 3000 Meter (jeweils Frauen und Männer) sowie Staffeln über 3000 Meter (Frauen) und 5000 Meter (Männer) gelaufen. Die Finalteilnehmer auf jeder Einzelstrecke erhielten gemäß ihrer Platzierung Punkte, die zusammengerechnet eine Gesamtwertung ergaben. Die besten Athleten dieser Wertung nach den ersten drei gelaufenen Distanzen qualifizierten sich für das Superfinale über 3000 Meter.
Bei den Frauen gewann Yang Yang (A) aus China drei von vier Einzelstrecken und mit mehr als 40 Punkten Vorsprung auf ihre Teamkollegin Yang Yang (S) den Mehrkampf. Zusammen mit Wang Chunlu und Sun Dandan holten Yang und Yang außerdem Staffelgold vor dem italienischen Team. Die bulgarische Mitfavoritin Ewgenija Radanowa – Weltrekordhalterin über 500 und 1500 Meter – wurde bei ihren Heimweltmeisterschaften Vierte des Mehrkampfs und gewann Bronze mit der Staffel. Ihre Ergebnisse wurden als insgesamt enttäuschend angesehen.
Auch bei den Männern gingen beide Goldmedaillen an China: Li Jiajun siegte mit Teilerfolgen über 500 sowie 3000 Meter im Mehrkampf und zudem zusammen mit Feng Kai, Yuan Ye und An Yulong in der Staffel. Auf den beiden anderen Einzelstrecken waren Satoru Terao (1000 Meter) und Fabio Carta (1500 Meter) erfolgreich, die Silber und Bronze im Mehrkampf gewannen.

## Medaillengewinner
Die Erstplatzierten der Einzelstrecken werden von der ISU nicht als Weltmeister geführt, sondern ausschließlich die Sieger der Gesamtwertung (=des Mehrkampfes) und der Staffeln.

### Frauen
| Wettbewerb         | Gold                                                                  | Gold         | Silber                                                                   | Silber       | Bronze                                                                   | Bronze       |
| Wettbewerb         | Sportlerin                                                            | Leistung     | Sportlerin                                                               | Leistung     | Sportlerin                                                               | Leistung     |
| ------------------ | --------------------------------------------------------------------- | ------------ | ------------------------------------------------------------------------ | ------------ | ------------------------------------------------------------------------ | ------------ |
| 500 Meter          | Yang Yang (A)                                                         | 0:44,640 min | Ewgenija Radanowa                                                        | 0:44,789 min | Yang Yang (S)                                                            | 0:44,889 min |
| 1000 Meter         | Yang Yang (A)                                                         | 1:37,440 min | Yang Yang (S)                                                            | 1:37,547 min | Kim Moon-jung                                                            | 1:37,675 min |
| 1500 Meter         | Yang Yang (S)                                                         | 2:34,645 min | Yang Yang (A)                                                            | 2:34,825 min | Kim Moon-jung                                                            | 2:34,997 min |
| 3000 Meter         | Yang Yang (A)                                                         | 5:48,541 min | Kim Moon-jung                                                            | 5:48,573 min | Yang Yang (S)                                                            | 5:49,381 min |
| Mehrkampf          | Yang Yang (A)                                                         | 123 Punkte   | Yang Yang (S)                                                            | 81 Punkte    | Kim Moon-jung                                                            | 47 Punkte    |
| 3000-Meter-Staffel | Volksrepublik ChinaYang Yang (A) Yang Yang (S) Wang Chunlu Sun Dandan | 4:23,725 min | ItalienBarbara Baldissera Marinella Canclini Marta Capurso Katia Colturi | 4:25,131 min | BulgarienEwgenija Radanowa Daniela Wlaewa Anna Krastewa Marina Georgiewa | 4:25,930 min |

### Männer
| Wettbewerb         | Gold                                                    | Gold         | Silber                                                      | Silber       | Bronze                                                                                   | Bronze       |
| Wettbewerb         | Sportler                                                | Leistung     | Sportler                                                    | Leistung     | Sportler                                                                                 | Leistung     |
| ------------------ | ------------------------------------------------------- | ------------ | ----------------------------------------------------------- | ------------ | ---------------------------------------------------------------------------------------- | ------------ |
| 500 Meter          | Li Jiajun                                               | 0:42,565 min | Apolo Anton Ohno                                            | 0:42,679 min | Fabio Carta                                                                              | 0:43,072 min |
| 1000 Meter         | Satoru Terao                                            | 1:30,913 min | Kim Dong-sung                                               | 1:31,242 min | Andrew Quinn                                                                             | 1:31,935 min |
| 1500 Meter         | Fabio Carta                                             | 2:27,533 min | Satoru Terao                                                | 2:27,673 min | Li Jiajun                                                                                | 2:27,883 min |
| 3000 Meter         | Li Jiajun                                               | 5:11,544 min | Satoru Terao                                                | 5:11,663 min | Fabio Carta                                                                              | 5:11,673 min |
| Mehrkampf          | Li Jiajun                                               | 81 Punkte    | Satoru Terao                                                | 76 Punkte    | Fabio Carta                                                                              | 60 Punkte    |
| 5000-Meter-Staffel | Volksrepublik ChinaLi Jiajun Feng Kai Yuan Ye An Yulong | 7:07,395 min | SüdkoreaKim Dong-sung Lee Seung-jae Baek Kuk-kun Min Ryoung | 7:09,725 min | KanadaFrançois-Louis Tremblay Andrew Quinn Éric Bédard Derrick Campbell Jeffrey Scholten | 7:13,806 min |

## Medaillenspiegel
| Platz | Land                |   |   |   |    |
| ----- | ------------------- | - | - | - | -- |
| 1     | Volksrepublik China | 4 | 1 | – | 5  |
| 2     | Italien             | – | 1 | 1 | 2  |
| 2     | Südkorea            | – | 1 | 1 | 2  |
| 4     | Japan               | – | 1 | – | 1  |
| 5     | Bulgarien           | – | – | 1 | 1  |
| 5     | Kanada              | – | – | 1 | 1  |
| Total | Total               | 4 | 4 | 4 | 12 |